# رده‌بندی ستارگان

در علم ستاره‌شناسی رده‌بندی ستارگان (به انگلیسی: stellar classification) به رده‌بندی ستارگان بر اساس تخمینی که از نور و دمای سطحی آن‌ها با استفاده از طیف‌سنجی نجومی زده می‌شود، گفته می‌شود و انواع متفاوتی دارد. ستاره‌شناسان عموماً از ترکیبی از این دو روش زیر برای رده‌بندی ستارگان استفاده می‌کنند: «رده‌بندی هاروارد» از دمای سطحی ستاره جهت طبقه‌بندی آن استفاده می‌کند در حالی که «رده‌بندی یرکس» از میزان درخشندگی ستاره جهت طبقه‌بندی آن استفاده می‌کند.
آنجلو سچی، منجم ایتالیایی در سال ۱۸۶۰ میلادی چهار نوع طیف ستاره‌ای را شناسایی کرد. حدود بیست سال بعد، گروهی از محققان در رصدخانه کالج هاروارد موفق به شناسایی گونه‌های دیگری از طیف‌های ستارگان شده و آن‌ها را به ترتیب حروف الفبایی و بر اساس قدرت خطوط طیفی هیدروژنی آن‌ها نامگذاری کردند. با ادامه تحقیقات، ستارگان بر اساس دمای سطحی آن‌ها طبقه‌بندی شدند که باعث شد ترتیبی غیر الفبایی پیدا کند: ترتیب تقسیم‌بندی از گرمترین به سردترین O و B و A و F و G و K و M می‌باشد. از حروف دیگر جهت اشاره به انواع نادرتر ستارگان و نواخترها استفاده می‌شود. هر رده، خود به زیر رده‌های بیشتری تقسیم می‌شود. این کار معمولاً با نسبت دادن اعداد بین ۰ تا ۹ صورت می‌پذیرد (عدد ۰ برای گرمترین، و ۹ برای سردترین). 
رده‌بندی دیگری بنام «رده‌بندی یرکس» در سال ۱۹۴۳ و توسط ویلیام ویلسن مارگون فیلیپ کینان و ادیت کلمن در رصدخانه یرکیزبه وجود آمد. این رده‌بندی از درخشندگی ستاره جهت طبقه‌بندی آن استفاده می‌کند.

## رده‌بندی هاروارد
رده‌بندی هاروارد توسط آنی جامپ کانن و ادوارد چارلز پیکرینگ در رصدخانه کالج هاروارد به وجود آمد. این رده‌بندی به شرح زیر است:
| کلاس | دما             | رنگ قراردادی       | رنگ ظاهری          | جرم (جرم خورشیدی) | شعاع (شعاع خورشید) | درخشندگی     | خطوط هیدروژن | % برای تمام ستارگان رشته اصلی |
| ---- | --------------- | ------------------ | ------------------ | ----------------- | ------------------ | ------------ | ------------ | ----------------------------- |
| O    | ≥۳۰٬۰۰۰ K       | آبی                | آبی                | ۶۴ M☉             | ۱۶ R☉              | ۱٬۴۰۰٬۰۰۰ L☉ | ضعیف         | ~۰٫۰۰۰۰۳٪                     |
| B    | ۱۰٬۰۰۰–۳۰٬۰۰۰ K | آبی متمایل به سفید | سفید آبی           | ۱۸ M☉             | ۷ R☉               | ۲۰٬۰۰۰ L☉    | متوسط        | ۰٫۱۳٪                         |
| A    | ۷٬۵۰۰–۱۰٬۰۰۰ K  | سفید               | سفید               | ۳٫۱ M☉            | ۲٫۱ R☉             | ۴۰ L☉        | قوی          | ۰٫۶٪                          |
| F    | ۶٬۰۰۰–۷٬۵۰۰ K   | زرد متمایل به سفید | سفید               | ۱٫۷ M☉            | ۱٫۴ R☉             | ۶ L☉         | متوسط        | ۳٪                            |
| G    | ۵٬۰۰۰–۶٬۰۰۰ K   | زرد                | زرد متمایل به سفید | ۱٫۱ M☉            | ۱٫۱ R☉             | ۱٫۲ L☉       | ضعیف         | ۷٫۶٪                          |
| K    | ۳٬۵۰۰–۵٬۰۰۰ K   | نارنجی             | زرد نارنجی         | ۰٫۸ M☉            | ۰٫۹ R☉             | ۰٫۴ L☉       | بسیار ضعیف   | ۱۲٫۱٪                         |
| M    | ۲٬۰۰۰–۳٬۵۰۰ K   | قرمز               | زرد قرمز           | ۰٫۴ M☉            | ۰٫۵ R☉             | ۰٫۰۴ L☉      | بسیار ضعیف   | ۷۶٫۴۵٪                        |

نمودار «هرتسپرونگ راسل»

جرم، شعاع و درخشندگی فقط برای ستارگان رشته اصلی درست است. دانشجویان غالباً برای حفظ کردن چنین کلاسی و به ترتیب از شکل انگلیسی جمله «مرد/زن خوبی باش، و مرا بوس کن» (به انگلیسی: "Oh Be A Fine Girl/Guy, Kiss Me") استفاده می‌کنند. رده‌بندی بر اساس نمودار هرتسپرونگ راسل به سه عامل قدر مطلق درخشندگی و دمای سطحی وابسته‌است.

## رده‌بندی طیفی
رده‌بندی یرکس (به انگلیسی: Yerkes spectral classification) (که به رده‌بندی MKK نیز شهرت دارد) در سال ۱۹۴۳ و توسط ویلیام ویلسن مارگون فیلیپ کینان و ادیت کلمن در رصدخانه یرکیز به وجود آمد. این رده‌بندی بر پایه خطوط طیفی ستارگان است (بر خلاف رده‌بندی هاروارد که برپایه دمای سطحی است).
در این روش ستارگان با درخشندگی متفاوت به شرح زیر مشخص می‌شوند:
- I ابرغولها
  - Ia-0 (فراغولها یا ابرغولهای بسیار بزرگ، مثال: اتا شاه تخته (spectrum-peculiar)
  - Ia (ابرغول با درخشندگی زیاد)، مثال: A2Ia - دنب
  - Iab (ابرغول با درخشندگی متوسط) مثال: F8Iab - صدرالدجاجه (گاما ماکیان)
  - Ib (ابر غول با درخشندگی کم)، مثال: M2Ib - ابط‌الجوزا
- II غول درخشان
  - IIa، مثال:  G4 IIa - بتا سپر (HD 173764)
  - IIab مثال: G0Iab - اچ آر ۸۷۵۲
  - IIb، مثال: HR 6902 - G9 IIb
  - II مثال: F7 II - ستاره قطبی
- III غول‌های معمولی
  - IIIa، مثال: M4 IIIa - رو برساووش
  - IIIab مثال: M2 IIIab - دلتا تور
  - IIIb، مثال: K2 IIIb - رأس پیکر پسین(پولوکس)
- IV زیرغولها
  - IVa، مثال:  K1-2 IVa-III - اپسیلون تور
  - IVb، مثال: HR 672 A - G0.5 IVb
  - IVab مثال : F5 IVab - شعرای شامی
- Vستارگان رشته اصلی
  - Va، مثال: AD Leonis - M4Vae
  - Vb، مثال: Pegasi A85  - G5 Vb
  - Vab' مثال : G2Vab- خورشید
  - Va مثال : A1Va- شباهنگ
- VI زیرکوتوله‌ها (به ندرت استفاده می شود)
- VII کوتوله سفید (به ندرت استفاده می شود)

## انواع طیفی

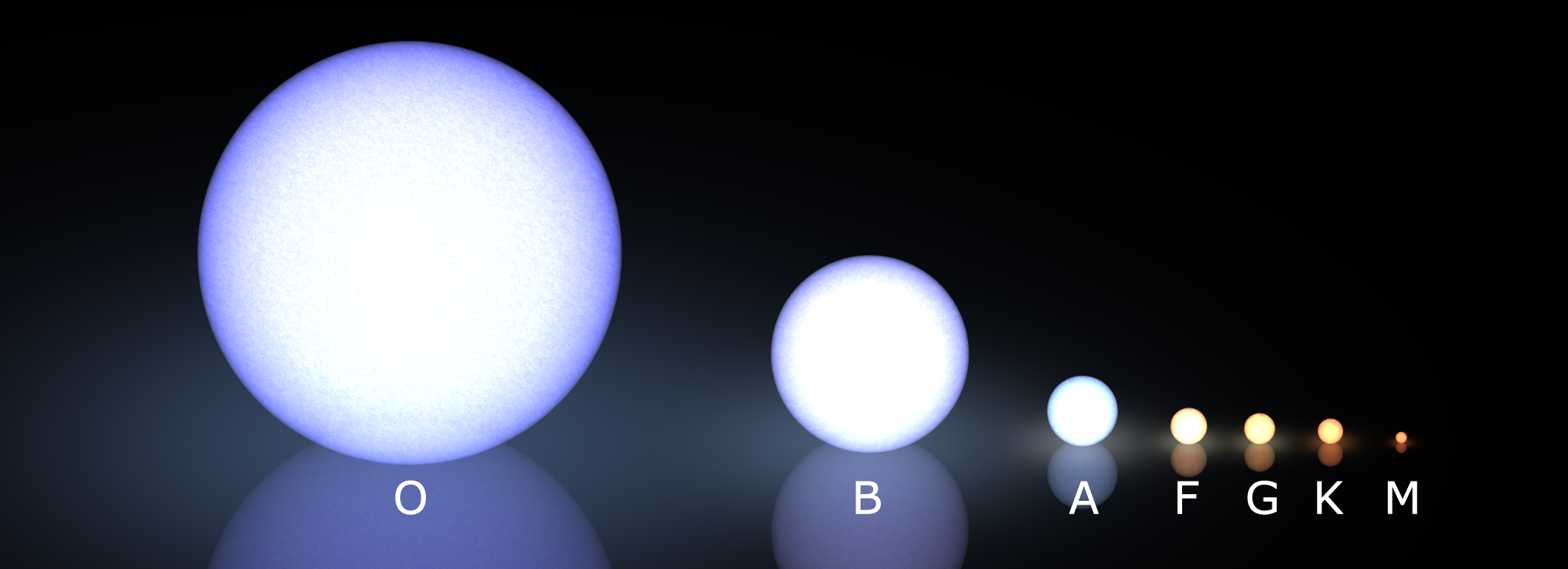
رده‌بندی‌ها

#### کلاس O
کلاس O برای ستارگانی است که درخشندگی بسیار زیاد دارند و بسیار داغ هستند، در واقعیت رنگ‌های متمایل به آبی دارند. بعضی از آن‌ها در نور فرابنفش نیز تابش می‌کنند ولی همه آن‌ها در رشته اصلی هستند. ستارگان O تا میلیون‌ها برابر خورشید انرژی مصرف می‌کنند. در طیف آن‌ها خطوط He II، مواد یونیزه (Si IV, O III، N III، و C III) یافت می‌شود، در O5 تا O9 خطوط بالمر نیز یافت می‌شود.
مثال‌ها:
- O7V – اس تک‌شاخ
- O9V – ستاره ۱۰ تک‌شاخ
- O0O- اتا شاه تخته
- O2III- زتا مارفسای

#### کلاس B
کلاس B مربوط ستارگانی است که درخشندگی نزدیک به آبی دارند. در آن‌ها خطوط هلیوم واقعی و خطوط تعدیل شده هیدروژن نیز دیده می‌شود. در بین آن‌ها خطوط فلزات یونیزه Mg II و Si II. قوی هستند. آن ستارگان فقط مدت کوتاهی زندگی کرده و حرکت زیادی نسبت به مکانی که در آن تشکیل شده‌اند نمی‌کنند. هنگامی که ستارگانی از این دسته یک خوشه شوند، از نام خوشه OB برای اشاره به آن‌ها استفاده می‌شود. شکارچی OB1 یک خوشه ستاره‌ای است که در بازوی مارپیچ کهکشان راه شیری قرار دارند و و بخش اعظم ستاره‌های درخشان شکارچی نیز محسوب می‌شوند.
مثال‌ها:
- B0V –  اوپسیلون شکارچی
- B0Ia –  نظام (اپسیلون شکارچی)
- B1III-IV/B2V – سماک اعزل
- B2Ia – خی² شکارچی
- B2Ib – ستاره ۹ قیفاووس
- B3V – قائد (اتا خرس بزرگ)
- B3V – اتا ارابه‌ران
- B3Ia – امیکرون۲ سگ بزرگ
- B5Ia – اتا سگ بزرگ
- B8Iab – پای شکارچی
- بیشتر ستارگان خوشه پروین

#### کلاس A
این کلاس مربوط به ستارگانی است که آبی متمایل به سفید هستند. در A0 خطوط بسیار قوی هیدروژن دیده می‌شود، و خطوط فلزات یونیزه هم در آن دیده می‌شود (Fe II، Mg II, Si II)تا A5 یافت می‌شود. Ca II در این نقطه دیده می‌شود.
مثال‌ها:
- A0Van – ستاره فخذ (گاما خرس بزرگ)
- A0Ib – اتا شیر
- A0Ia – سی‌ای زرافه
- A0V – کرکس نشسته
- A1V – شباهنگ
- A2Ia – دنب
- A3Va – فم‌الحوت

#### کلاس F
کلاس F ستارگانی قوی‌تر از H و K در خطوط طیفی Ca II دارد. فلزات طبیعی (Fe I، Cr I) نیز در کلاس F فعال می‌شوند؛ ولی خطوط هیدروژن ضعیف‌تر می‌شوند. رنگ این ستارگان به زرد می‌زند.
مثال‌ها:
- F0IIIa – ضفیره (زتا شیر)
- F0 Ia – سهیل
- F0Ib – ارنب
- F5 IV–V – شعرای شامی
- F7V – مو اژدها
- F7 II- ستاره قطبی

#### کلاس G

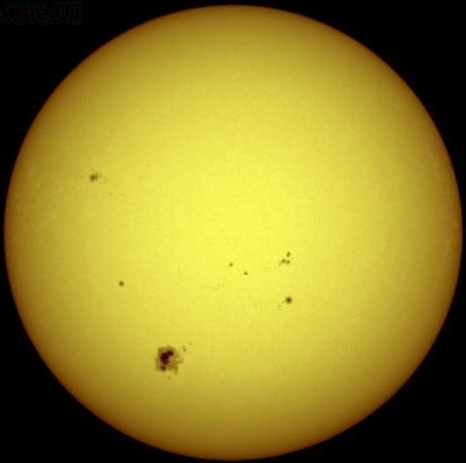
معروفترین ستاره کلاس G خورشید است که در این تصویر همراه لکه خورشیدی هم دیده می‌شود.

کلاس G کلاسی است که معروفترین ستاره‌اش خورشید می‌باشد. کلاس G با گروه H and K خطوط طیفی فعال در Ca II داشته که بیشتر در گروه G2 فعال هستند. کلاس G نسبت به کلاس قبلی خطوط هیدروژن ضعیف‌تر و خطوط فلزات قوی تری دارد.
مثال‌ها:
- G2V - خورشید
- G2V - آلفا قنطورس
- G8IV / G0III - سروش (عیوق)
- G8 V - تاو نهنگ

#### کلاس K
کلاس K ستارگانی هستند که رنگ زردتری نسبت به خورشید دارند. بعضی از ستارگان این رده غول و ابرغول هستند (مانند سماک رامح) هرچند کلاس K شامل ستارگان رشته اصلی (مانند رجل قنطورس هم می‌شود. از ویژگی‌های این کلاس خطوط هیدروژن قوی و خطوط طیفی فلزات (Mn I, Fe I, Si I) قوی می‌باشد. در اواخر کلاس K، خطوط اکسید تیتانیوم نیز دیده می‌شود.
مثال‌ها:
- K3V- آلفا قنظورس بی
- K2V - اپسیلون جوی
- K1.5 III - سِماک رامِح
- K5III - دبران

#### کلاس M
کلاس M آخرین گروه از ستارگان است. حدود ۷۶ درصد ستارگان رشته اصلی غول قرمز هستند (۷۸٫۶٪ اگر همهٔ ستارگان را حساب کنیم: به یادداشت نگاه کنید، مانند پروکسیما قنطورس.
مثال‌ها:
- M1–M2 Ia–ab - ابط الجوزا
- M5.5 Ve - پروکسیما قنطورس
- M4Ve - ستاره بارنارد
- M6Ve-گلیز ۵۸۱ (کوتوله قرمز)

## رده‌بندی طیفی پیشرفته
در رده‌بندی جدید ستارگان با انواع دیگر هم لحاظ شده‌اند.

### کلاس‌های ستارگان داغ با درخشش آبی‌رنگ
در طیف این ستاره‌ها کربن و نیتروژن و گاهی هم اکسیژن دیده می‌شود.
؛ کلاس W(دبلیو): ولف رایت
در کلاس دبلیو یا دبلیو-آر وجود هلیوم نسبت به هیدروژن در جو ستاره قابل توجه‌است؛ و دمای بالایی داشته و بادهای ستاره‌ای با قدرت بسیار زیاد از خود بیرون می‌دهند، و خود به زیر دسته‌های WC (WCE نوع نزدیک، WCL نوع دور)، WN (WNE نوع نزدیک، WNL نوع دور)، و WO تقسیم می‌شوند که این تقسیم‌بندی بر حسب میزان خطوط طیفی نیتروژن و کربن و اکسیژن انجام می‌شود.
- W: تا ۷۰٬۰۰۰ K

مثال: Gamma Velorum A (WC)
مثال: WR124 (WN)
مثال: WR93B (WO)
؛ کلاس‌های OC, ON, BC, BN: ولف رایت مرتبط با ستارگان O و B
کلاس‌های میانی ولف-رایت و O و B این‌ها هستند: OC, ON, BC و BN..
مثال: HD 152249 (OC)
مثال: HD 1
مثال: HD 2905 (BC)
مثال: HD 163181 (BN)
؛ کلاس OB
قرار گرفتن ستارگان در این دسته به معنای این است که طیف این ستاره ناشناخته است ولی مطمئناً یا در دسته O جای می‌گیرد یا در دسته B یا شاید هم در دسته A جای بگیرد.

### کلاس‌های کوتوله‌های قهوه‌ای و قرمز
کلاس‌های T و L برای ستارگان سرد درست شده‌اند؛ که شامل کوتوله قرمز و کوتوله قهوه‌ای است. کلاس Y که به‌طور فرضی ایجاد شده‌است مخصوص ستارگان سردتر از ستارگان نامبرده‌است.

##### کلاس L

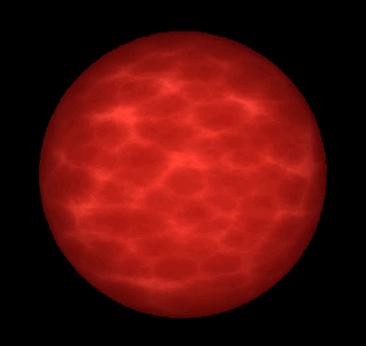
یک نگاره هنری از یک ستاره کلاس L

کلاس L کوتوله‌هایی هستند که از کلاس M سردترند و به این معنی نیست که لیتیم در آن‌ها یافت می‌شوند و بهتر است آن‌ها کوتوله‌های کلاس L نامید. این ستارگان در نور مرئی بسیار تاریک و در نور مادون قرمز بسیار درخشانند؛ و در جو آن‌ها هیدرید و در طیف آن‌ها فلزات قلیایی یافت می‌شود.
مثال: VW Hyi
مثال: 2MASSW J0746425+2000321 binary
سامانه A یک ستاره کوتوله گروه L است
سامانه B یک کوتوله قهوه‌ای از کلاس L است.
مثال: وی۸۳۸ تکشاخ (ابرغول‌ها)

##### کلاس T: کوتوله‌های متانی

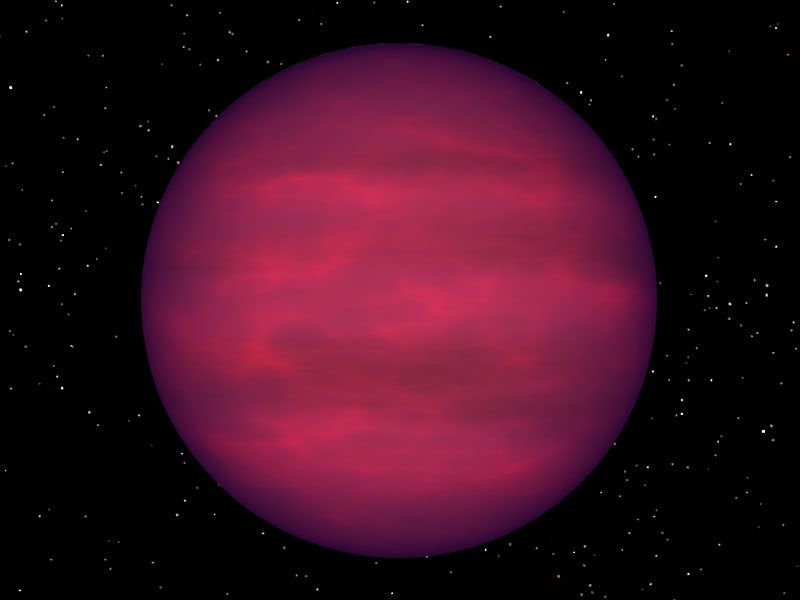
یک نگاره هنری از یک ستاره کلاس T

کلاس T کوتوله‌های قهوه‌ای هستند با دمای سطحی بین ۷۰۰ و ۱۳۰۰ کلوین. تابش آن‌ها بیشتر در طول موج مادون قرمز است و. در طیف آن‌ها متان به وفور یافت می‌شود.
مثال: SIMP 0136 (درخشان‌ترین ستاره کلاس T که در نیم‌کره شمالی کشف شده‌است)
مثال: اپسیلون هندی Ba & Epsilon Indi Bb

##### کلاس Y
کلاس Y کوتوله‌هایی سردتر از کلاس T هستند.. در مارس ۲۰۰۸ کوتوله‌های قهوه‌ای با دمای سطحی ۶۲۰ درجه کلوین کشف شد که در مادون قرمز نزدیک که اولین ستاره از کلاس Y است.
در ژوئن ۲۰۰۸ ستاره یوال‌ای‌اس جی۱۳۳۵۵۳٫۴۵+۱۱۳۰۰۵٫۲، با دمایی میان ۵۵۰–۶۰۰°K، و در فاصله ۲۴–۶۰ سال نوری کشف شد. جرم آن ۱۵–۳۱ جرم مشتری محاسبه شده‌است.
- Y: <700 K، کوتوله قهوه‌ای بسیار سرد (نظری)

### رده‌بندی برای ستارگان غول کربنی
این رده‌بندی برای ستارگانی است که به مرحله کربن‌سوزی رسیده‌اند.

##### کلاس C: ستارگان کربنی
ابتدا با کلاسR و Nرده‌بندی می‌شدند، و به نام ستارگان کربنی نیز مشهورند؛ و غول‌های قرمزی هستند که که در انتهای عمرشان قرار دارند، و در جو آن‌ها کربن یافت می‌شود.
- C: ستارگان کربنی، e.g. R CMi
  - C-R: قبلاً به ستارگانی که میان K و G بودند گفته می‌شد. مثال: اس تک‌شاخ
  - C-N: قبلاً به ستارگانی که میان K تا M بودند گفته می‌شد. مثال: آر خرگوش
  - C-J: ستارگان سردتری نسبت به رده‌های بالا هستند و ترکیب بیشترشان 13C است. مثال: ستاره کربن (گاما تازی‌ها)
  - C-H: Population II analogues of the C-R stars. Examples: V Ari, TT CVn[۱۵]
  - C-Hd: مشابه غول‌های گروه انتهایی G که در آن ترکیبات CH و C2 وجود دارند. مثال: HD ۱۳۷۶۱۳

##### کلاس S
کلاس S ستارگانی هستند که در طیفشان زیرکونیوم اکسید یافت می‌شود (و همچنین تیتانیوم اکسید) این گروه میان گروه کلاس M و ستارگان کربنی قرار می‌گیرند. در این ستاره‌های کربن مونوکسید و دیگر ترکیبات اکسیژن و کربن یافت شده‌است.
مثال: اس خرس بزرگ, HR 1105

##### کلاس‌های MS و SC: کلاس‌های دارای کربن متوسط
میان کلاس M و S، ستارگان کلاس MS قرار دارند؛ و ستارگان میان کلاس Sو C کلاس SC یا CS نامیده شده‌اند؛ و ترتیب M → MS → S → SC → C-N is میان آن‌ها برقرار است.
مثال: آر مار, ST Monocerotis (MS)
مثال: CY Cygni, BH Crucis (SC)

### رده‌بندی کوتوله‌های سفید

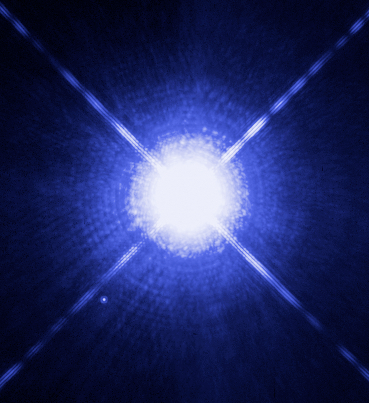
شباهنگ و ستاره همدمش که یک کوتوله سفید است عکس از تلسکوپ فضایی هابل

کلاس D رده‌بندی جدید برای ستارگان کوتوله است، ستارگانی با جرم کم که فعالیت هسته‌ای چشمگیری در آن دیده نمی‌شود ستارگان کلاس D محسوب شده و به زیر بخش‌های DA, DB, DC, DO, DQ, DX، و DZ تقسیم می‌شوند و این رده‌بندی به ترکیب‌های شیمیایی ستاره بستگی دارد.
مثال: شباهنگ بی (DA2) , شعرای شامی (DA4), ستاره وان مانن (DZ7), Table 1
انواع کوتوله‌های سفید این‌ها هستند:
- DA: در جو آن‌ها هیدروژن یافت می‌شود و خطوط مربوط به سری بالمر در طیف آن‌ها بسیار قوی است.
- DB:در ستاره هلیوم یافت می‌شود و خطوط هلیوم I دیده می‌شوند.
- DO: در جو آن‌ها هلیوم یونیزه دیده می‌شود و در خطوط طیفی خط هلیوم II قوی است.
- DQ: در طف آن‌ها کربن دیده می‌شود.
- DZ:در طیف آن‌ها فلزات دیده می‌شود.
- DC: خط قوی ندارد.
- DX: کوتوله‌های ویژه که در گروه‌های بالا جای نمی‌گیرند را قبول می‌کند.

این دسته‌ها با عدد خاصی نیز مشخص می‌شوند که گرد شده فرمول 50400/Teff است که در آن، Teffدمای مؤثر سطح ستاره است، که بر حسب کلوین بیان می‌شود؛ که غالباً عددی میان ۱ و ۹ است اما به تازگی بالا و پایین‌تر از این عدد نیز یافت شده‌است،
رده‌بندی گسترده ستارگان کوتوله:
- DAB: کوتوله‌های سفیدی که خطوط هلیوم و هیدروژن آن‌ها نیز قوی است.
- DAO: کوتوله‌های سفیدی که خطوط هلیوم یونیزه و هیدروژن آن‌ها قوی است.
- DAZ: کوتوله‌های سفیدی که خطوط هیدروژن و فلزات آن‌ها قوی است.
- DBZ: کوتوله‌های سفیدی که خطوط هلیوم و فلزات آن‌ها قوی است.

###### رده‌بندی ستارگان متغیر:
- DAV یا زدزد قیطسی: کوتوله‌های سفید تپنده دارای خطوط هیدروژن قوی.[۲۰], pp. 891, 895
- DBV یا V777 Her: کوتوله‌های سفید تپنده دارای خطوط هلیوم قوی.[۲۱], p. 3525
- GW Vir, DOV or PNNV: کوتوله‌های سفید تپنده دارای هلیوم داغ[۲۲], §۱٫۱، ۱٫۲;[۲۳][۲۴]

### رده طیفی غیرستارگان: کلاس P & Q
و در نهایت دو کلاس P و Q برای غیرستارگان هستند. P برای سحابی‌های سیاره‌نما و Q برای نواخترها.

## معادل‌های انگلیسی
1. ↑  Angelo Secchi